# Hilaria annua
Hilaria annua är en gräsart som beskrevs av John Raymond Reeder och Charlotte Goodding Reeder. Hilaria annua ingår i släktet Hilaria och familjen gräs. Inga underarter finns listade i Catalogue of Life.